# 境郵便局
境郵便局（さかいゆうびんきょく）は、群馬県伊勢崎市にある郵便局。民営化前の分類では集配普通郵便局であった。

## 概要
住所：〒370-0199 群馬県伊勢崎市境下武士360-2
民営化直前の集配業務再編において、多くの集配普通郵便局は統括センターとなったが、当局は配達センターとされたため、民営化後も郵便事業株式会社の支店は併設されず、集配センターが併設された。

## 沿革
- 1872年8月4日（明治5年7月1日） - 境郵便取扱所として開設[1]。
- 1875年（明治8年）1月1日 - 境郵便局（五等）となる。
- 1883年（明治16年）5月16日 - 為替・貯金取扱を開始。
- 1896年（明治29年）3月26日 - 境郵便電信局となる。
- 1903年（明治36年）4月1日 - 通信官署官制の施行に伴い境郵便局となる。
- 1957年（昭和32年）11月16日 - 特定郵便局から普通郵便局に局種別改定[2]。
- 1966年（昭和41年）1月15日 - 豊受郵便局[3]および采女郵便局[4]から和文電報配達業務を一部[5]を移管[6]。
- 1968年（昭和43年）8月6日 - 電話交換および和文電報配達業務を、群馬境電報電話局に移管。
- 1979年（昭和54年）11月26日 - 佐波郡境町境から同町下武士に移転。
- 1981年（昭和56年）3月31日 - 島村郵便局から集配業務を移管。
- 1990年（平成2年）10月28日 - 島村郵便局の廃止に伴い、取扱事務を承継。
- 2000年（平成12年）8月14日 - 外国通貨の両替および旅行小切手の売買に関する業務取扱を開始。
- 2007年（平成19年）10月1日 - 民営化に伴い、併設された郵便事業伊勢崎支店境集配センターに一部業務を移管。
- 2012年（平成24年）10月1日 - 日本郵便株式会社発足に伴い、郵便事業伊勢崎支店境集配センターを境郵便局に統合。

## 取扱内容
- 郵便、印紙、ゆうパック、内容証明
- 貯金、為替、振替、振込、国際送金、国債、投資信託
- 生命保険、バイク自賠責保険、自動車保険
- ゆうちょ銀行ATM
- 「370-01xx」区域（伊勢崎市（旧佐波郡境町域））の集配業務

## 風景印
- 表記は『境』
- 図案は『水仙』・『渡し舟』・『赤城山』
- 使用開始日は1988年（昭和63年）9月1日

## 周辺
- 伊勢崎市役所境支所
- 伊勢崎市境体育館
- 広瀬川

## アクセス
- 東武伊勢崎線 境町駅から西へ約1.3km（徒歩約15分）
- 北関東自動車道 伊勢崎ICから南東へ約10km、関越自動車道 本庄児玉ICから北東へ約13km
- 国道354号沿い
- 駐車場あり：15台